# 日本石油輸送
日本石油輸送株式会社（にほんせきゆゆそう、英: Japan Oil Transportation Co., Ltd. 略称: JOT）は、鉄道やタンクローリーを用いる石油製品や高圧ガス（LNG・LPG・水素等）の陸上輸送、タンクコンテナのリース、コンテナのレンタルなどを行う企業である。ENEOSホールディングスの関連会社。多数の私有貨車や鉄道私有コンテナを保有している。

## 沿革
第二次世界大戦終結後間もない1946年に「日本原油輸送」として設立され、当初は秋田県・新潟県で産出される原油を買い取り日本海側の製油所へ輸送することを主目的としていた。後に石油製品全般の輸送を取り扱うようになり、1948年に「日本石油運送」に改称された。社名が「日本石油輸送」となったのは1957年である。
1958年には秋田地区でタンク車によるメタノール輸送を開始し、化成品輸送事業にも参入した。1970年の国鉄の私有コンテナ制度導入を背景に翌1971年より5 tタンクコンテナのリース事業に参入したほか、1985年からはISOタンクコンテナの取り扱いを開始している。
2013年にはISOタンクコンテナの国際ワンウェイ（Oneway、片道）輸送を開始した。当初は日本・中国・韓国・台湾の4カ国間であったが、2021年時点ではタイ・ベトナム・フィリピン・マレーシア・シンガポール・インドネシア・インドの7カ国を加えたアジア圏の計11カ国間で輸送されている。
2021年に創立75周年を迎えた。

### 年表
- 1946年（昭和21年）3月27日 - 日本原油輸送株式会社として設立。
- 1948年（昭和23年）1月16日 - 日本石油運送株式会社に社名変更。
- 1957年（昭和32年）6月01日 - 日本石油輸送株式会社に社名変更。
- 1967年（昭和42年）4月12日 - 東京証券取引所2部上場。
- 1978年（昭和53年）9月01日 - 東京証券取引所1部指定替え。
- 2010年（平成22年）7月01日 - JXグループ再編により、筆頭株主がJX日鉱日石エネルギー（旧・新日本石油。現・ENEOS）からJXホールディングス（現・ENEOSホールディングス）に異動。
- 2022年（令和04年）04月04日 - 東京証券取引所の市場区分の見直しにより、東京証券取引所市場第一部からスタンダード市場に移行。

## 事業内容

### 石油輸送事業
創業以来からの事業であり、国内の製油所・油槽所からの石油製品輸送を行う。2021年時点では鉄道輸送の石油1部とタンクローリー輸送の石油2部に分かれ、石油1部ではタンク車による鉄道輸送とタンク車のリースなどが、石油2部ではタンクローリーによるガソリンスタンド・工場などへの輸送が行われているほか、少量ながら国産原油輸送も実施されている。

### 高圧ガス輸送事業
液化天然ガス（LNG）、水素などの高圧ガスの自動車・鉄道輸送を行っており、2021年時点では高圧ガス1部でLNG輸送を、高圧ガス2部で水素輸送を担当している。

### 化成品・コンテナ輸送事業
ISOコンテナ等のリース・レンタルを行っており、2021年時点では国内化成品輸送の化成品1部、国際輸送の化成品2部、冷蔵コンテナ等を扱うコンテナ部の3部に分かれている。

## 所有貨車・コンテナ

### 貨車
国鉄時代より石油・化成品タンク車などを多数所有していたが、JR化後はJR貨物が小口車扱輸送を縮小したため所有数が減少し、2021年時点では大口石油輸送用としてタキ1000形・タキ43000形（243000番台を含む）の各形式を所有するのみとなっている。いずれの車種も東北地方から中部地方にかけての内陸部にある石油基地向けに運用されている。

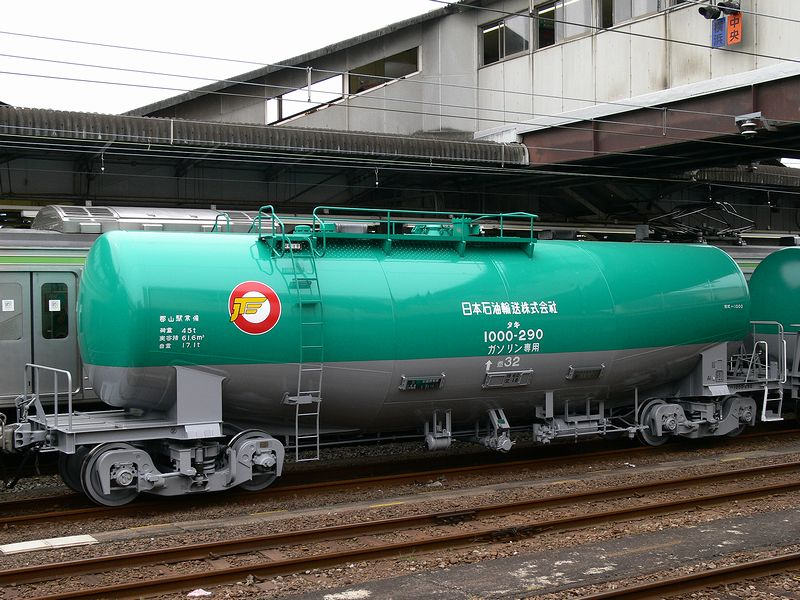
タキ1000形（石油輸送用）
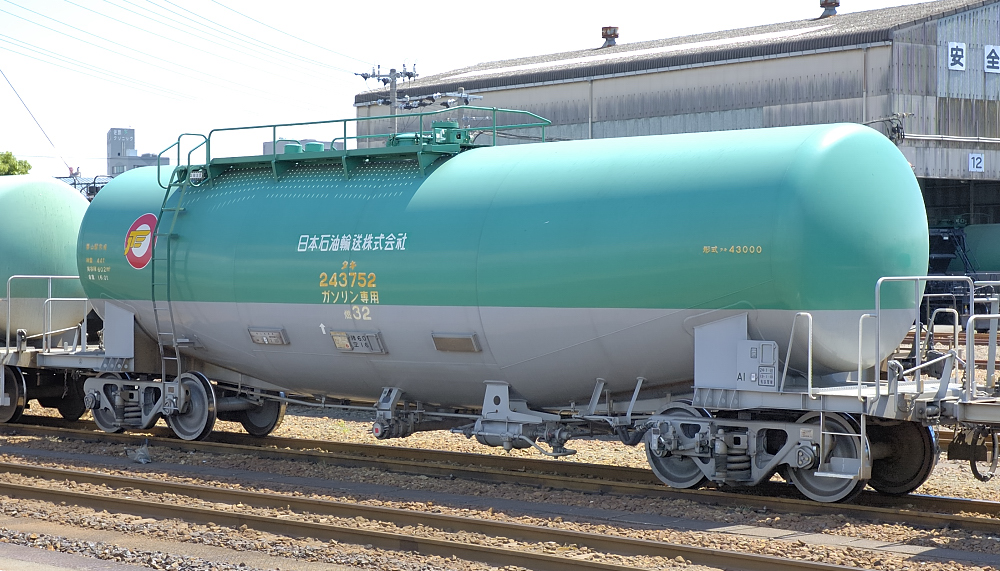
タキ43000形243000番台（石油輸送用）
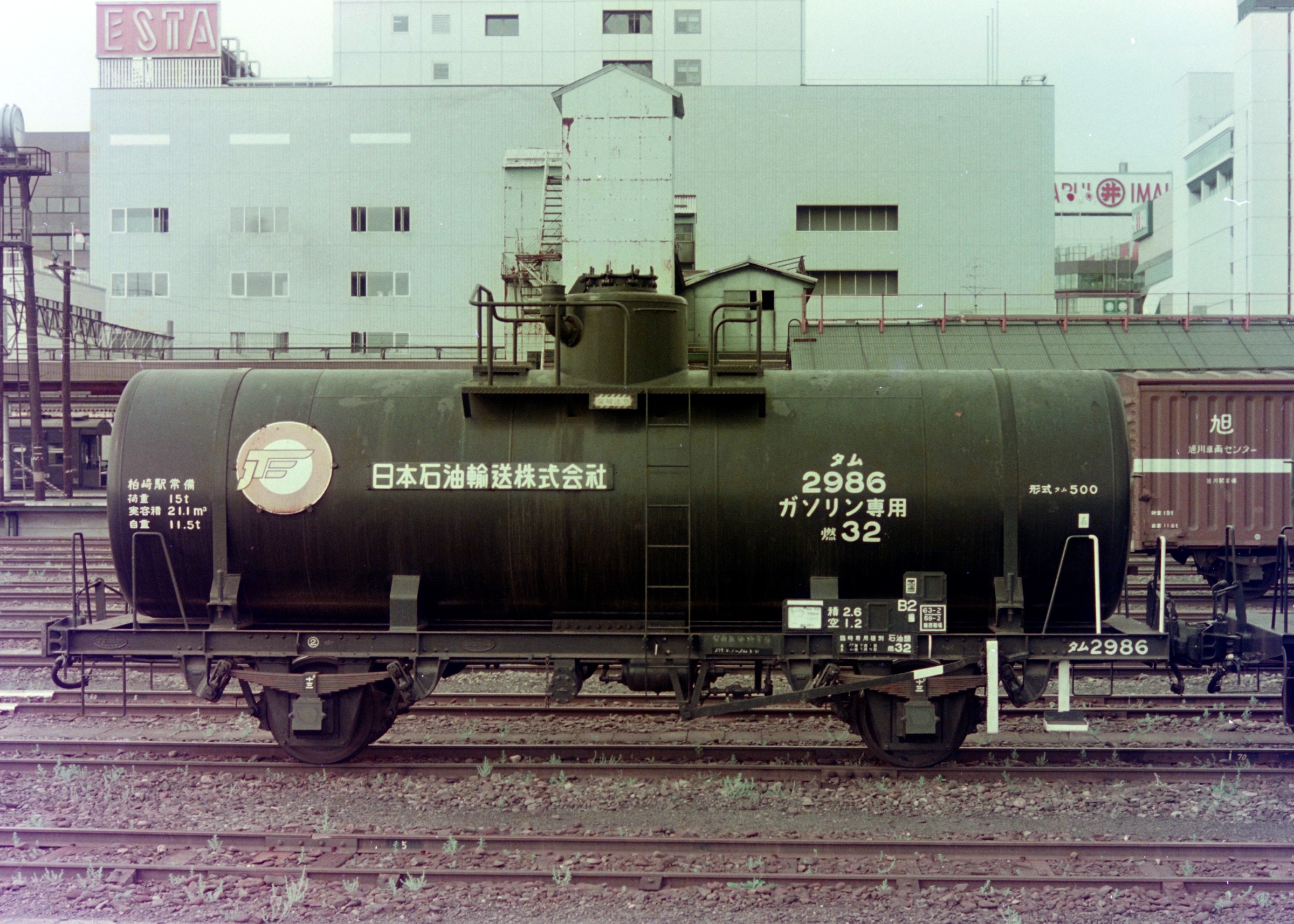
タム500形（石油輸送用）
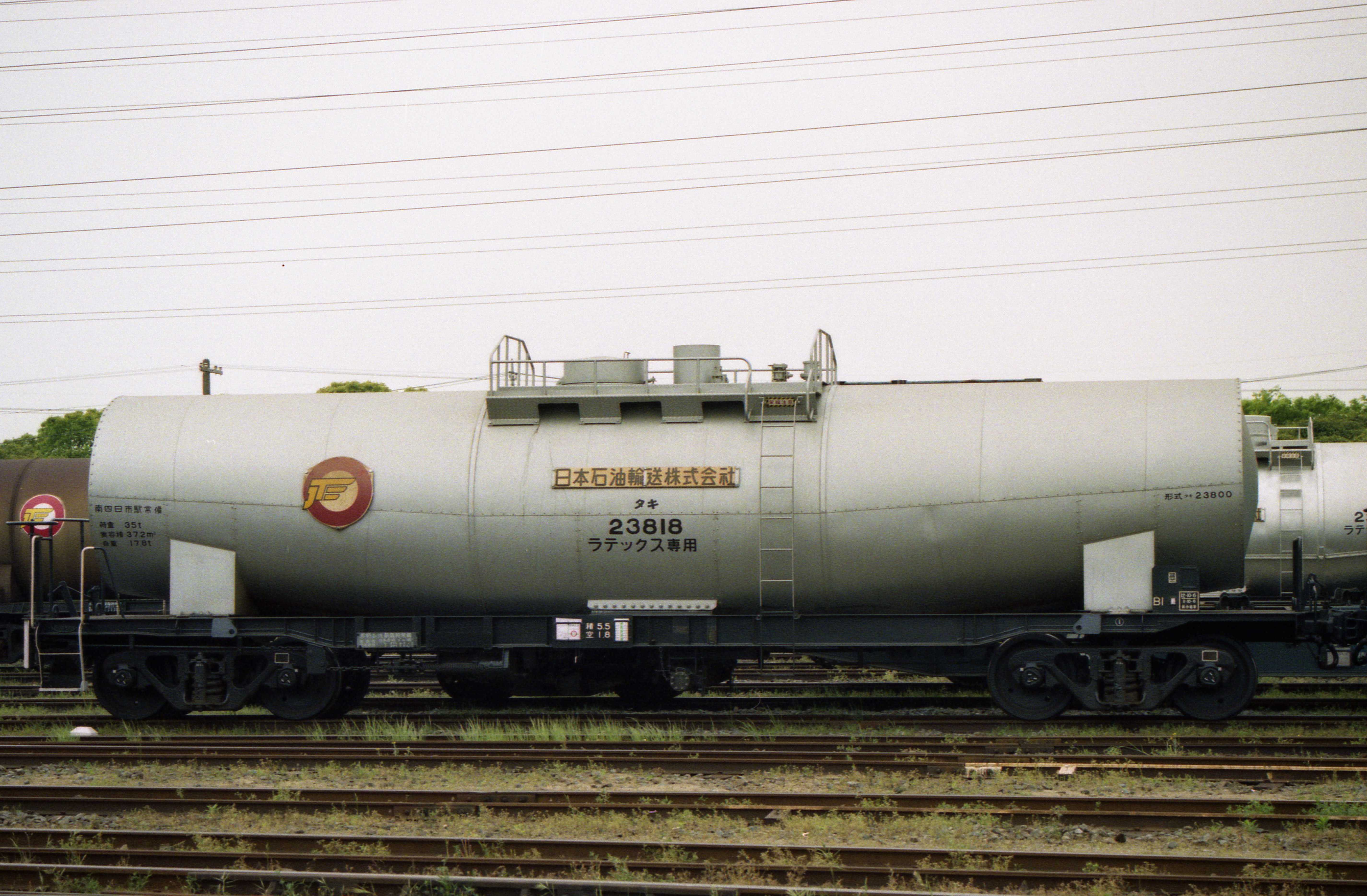
タキ23800形（化成品輸送用）
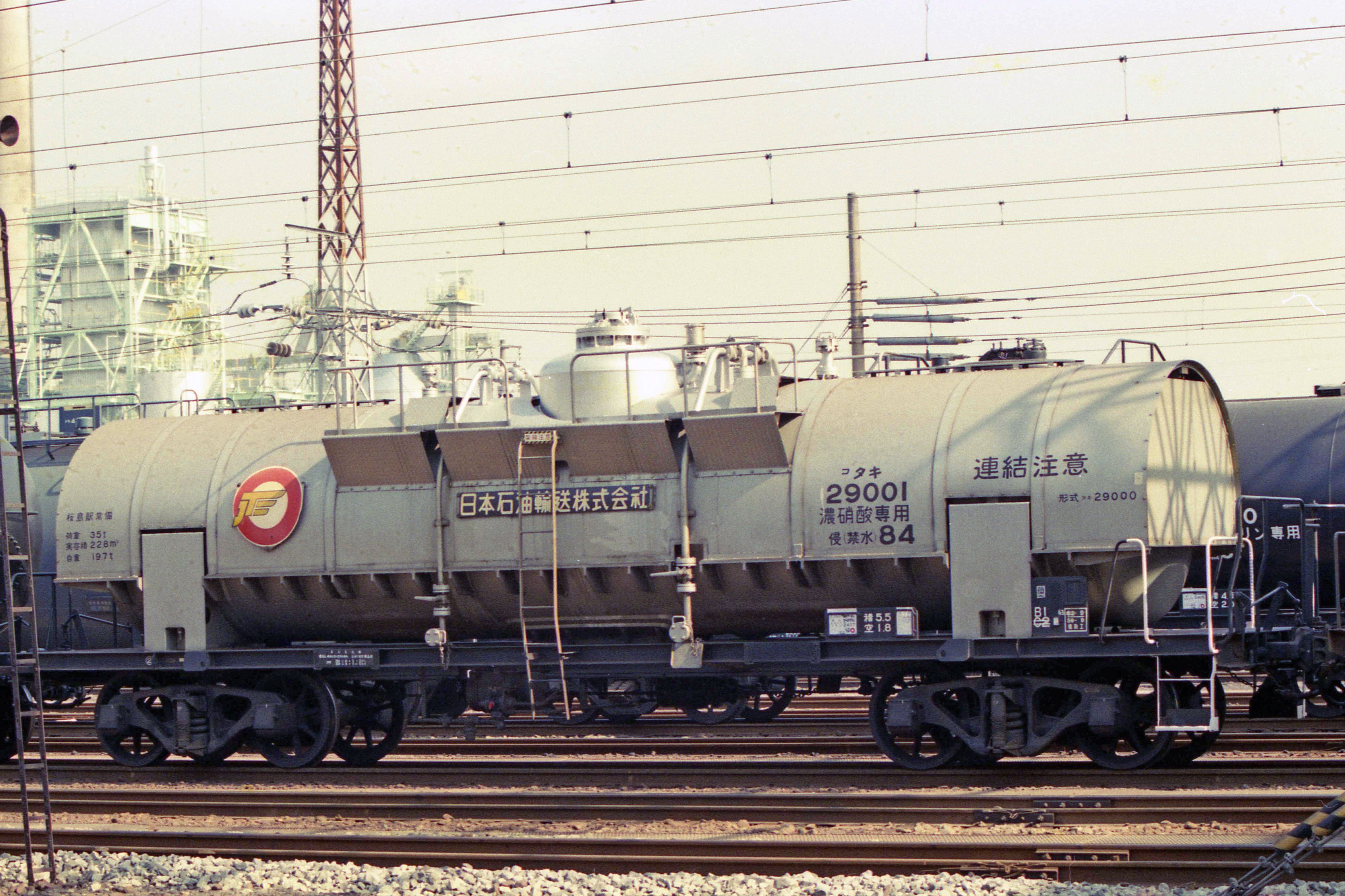
タキ29000形（化成品輸送用）

### JRコンテナ
1985年より国鉄通風コンテナのUV1形のレンタル事業を開始し、JR発足後もJR貨物が所有していない冷蔵コンテナなど特殊コンテナ、大型コンテナなどのレンタル・リース事業を行っている。主力は12ftの冷蔵コンテナで、2021年3月31日現在ではUR19A形の6,341個を筆頭に約6,900個が運用されている。通常の冷蔵コンテナより断熱性を高めた「スーパーUR」コンテナも所有している。
2000年にはコンテナメーカーと共同でLNG（液化天然ガス）鉄道輸送用のUT26C形コンテナが開発され、2000年より運用されている。

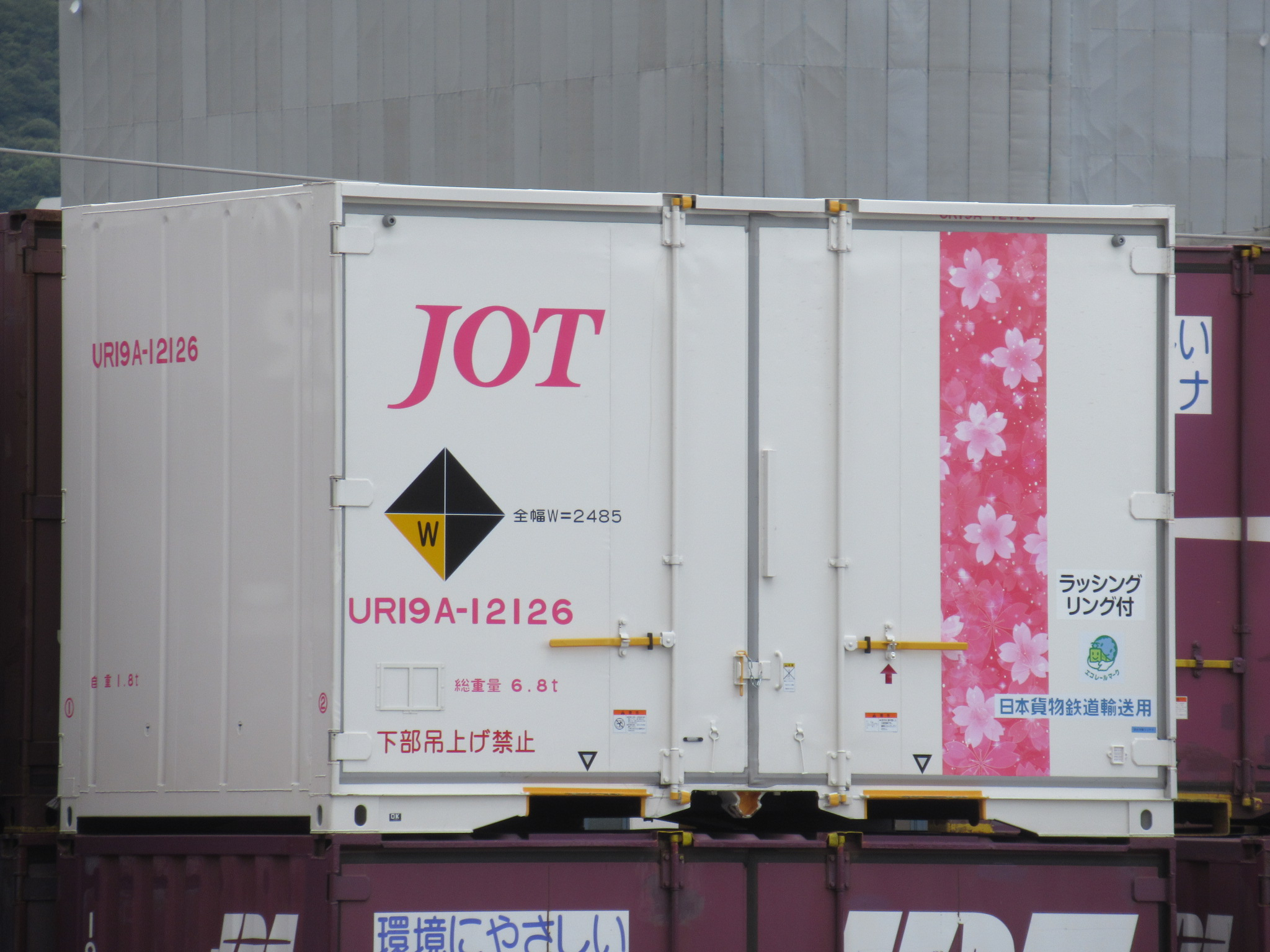
UR19A形コンテナ。JOTロゴマークが左上に表記される。近年は華やかな桜のデザインとなった。
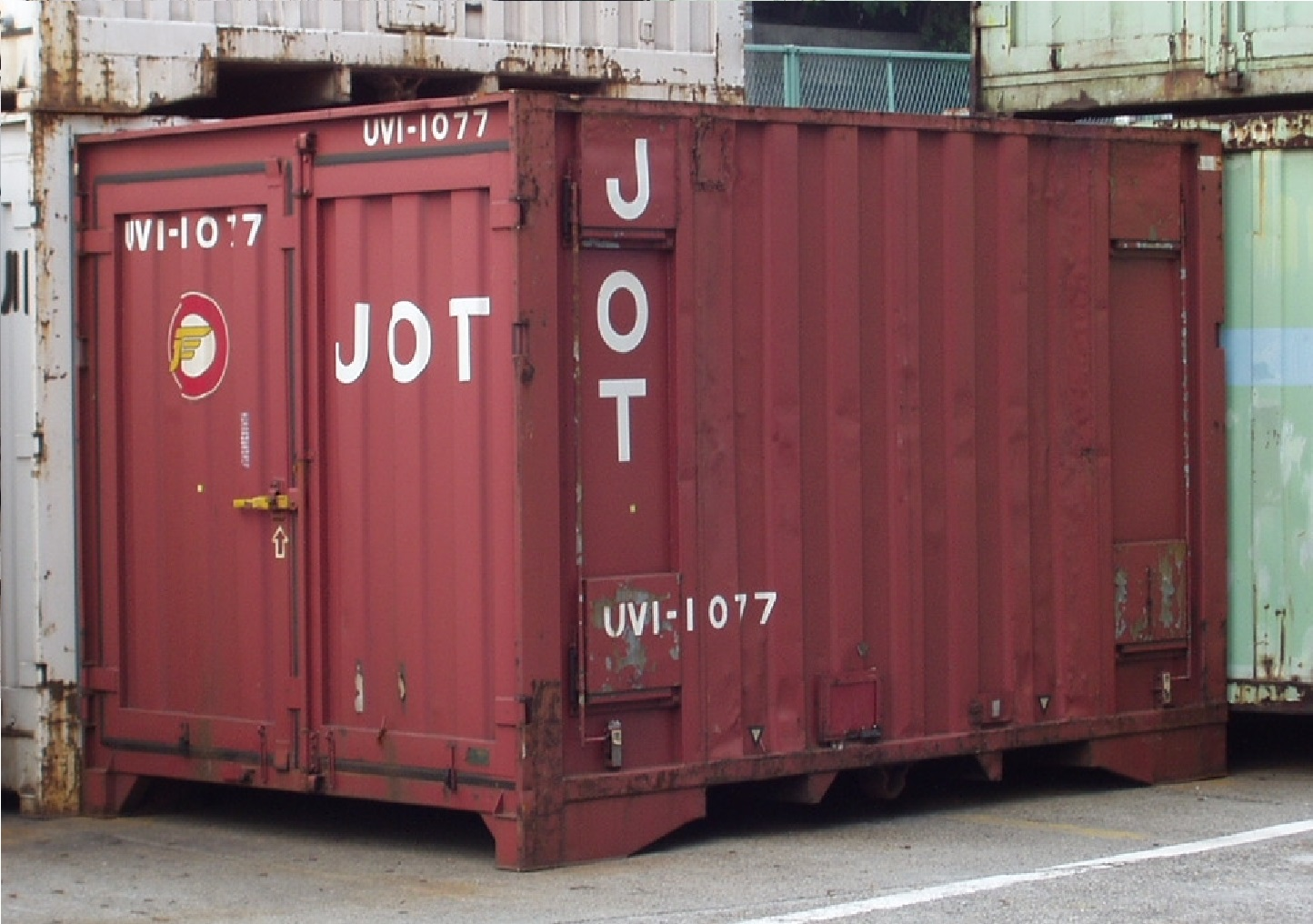
UV1形
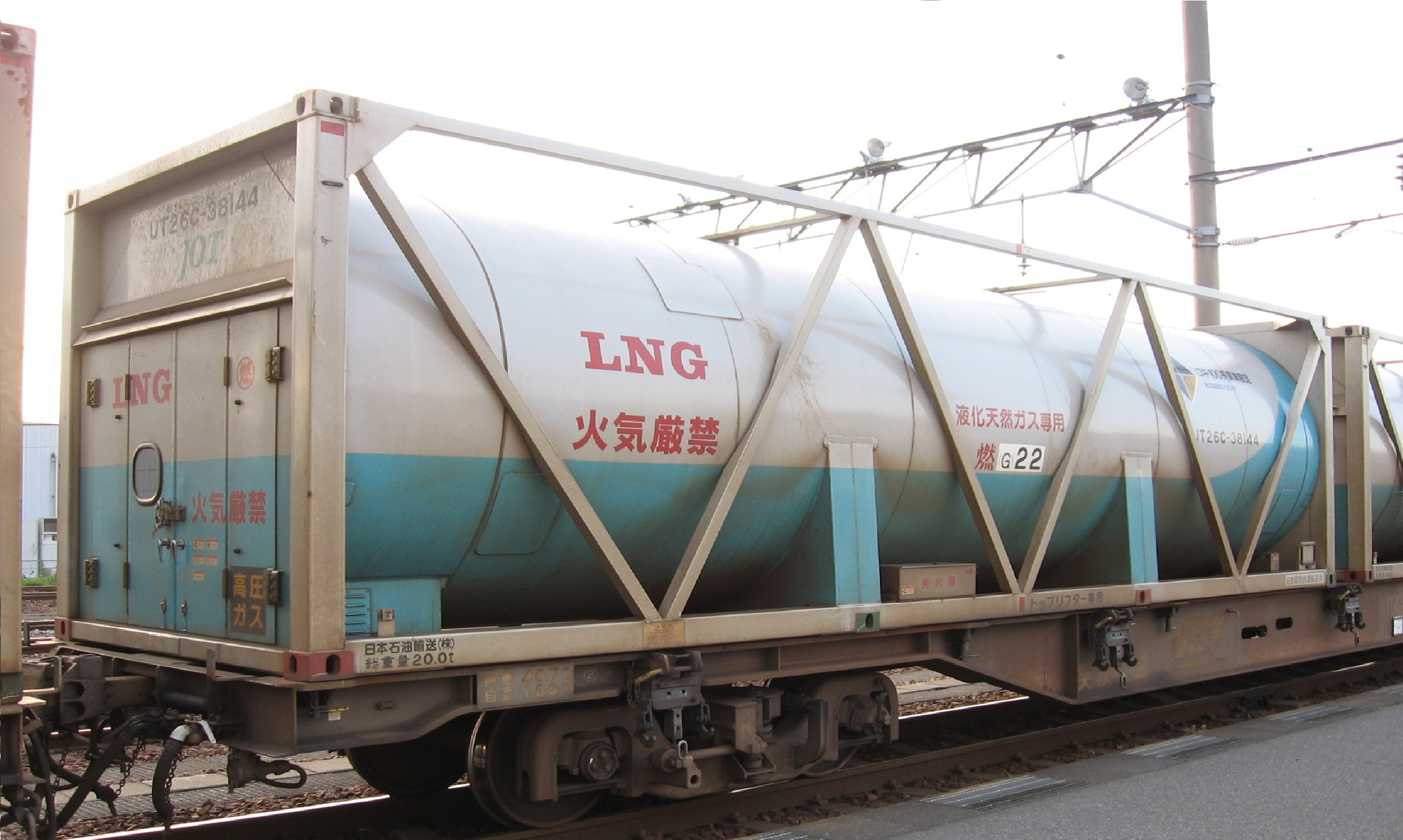
UT26C形（LNG輸送用）

### ISOコンテナ
1985年より国内用ISOタンクコンテナの取扱いを開始し、2013年からは国際輸送用コンテナも所有するようになった。また、内袋式のホッパコンテナも所有している。
コンテナ番号はISO 6346規格準拠の所有者コードと6桁の番号からなり、所有者コードは「JOTU」である。番号は国内向けは上3桁で構造を、下3桁で製造番号を表す。国際輸送用は「JOTU 000001」からの連番が振られている。
国内輸送用タンクコンテナは11 - 26 kLの容量で8種類のバリエーションがあり、この中にはフォークリフト荷役が可能で鉄道輸送を容易な11・14 kLの2種類、コンテナシャーシ輸送用に高さを下げたローハイトタイプも11・13 kLの2種類がある。これらのタンクコンテナは容量によりフレームの塗装が色分けされている。なお、国際輸送用のタンクコンテナは25 kLタイプの1種類のみである。
国内向けISOタンクコンテナの色分けは以下の通り。
- 11 kL - パープル
- 14 kL - 濃いグリーン
- 17.5 kL - オレンジ
- 21 kL - グリーン
- 24 kL - ブルー
- 26 kL - レッド
- 11 kL（ローハイト） - パープル
- 13 kL（ローハイト） - ナイトブルー

ホッパコンテナは一般輸送用のドライコンテナに類似した外観であるが、天井にマンホールがあり、内部に袋を設置する内袋式となっている。

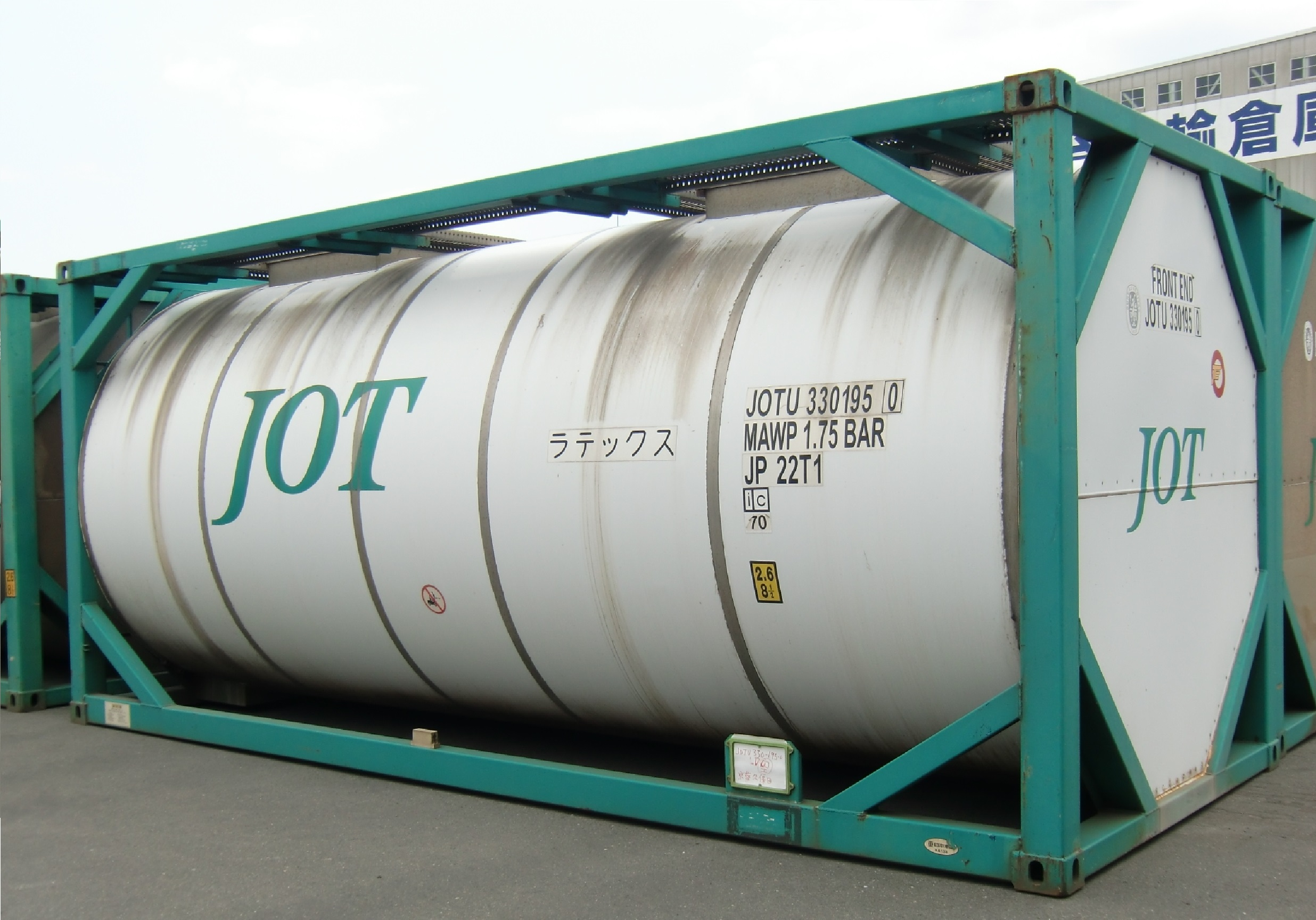
ISOタンクコンテナ（22T1）
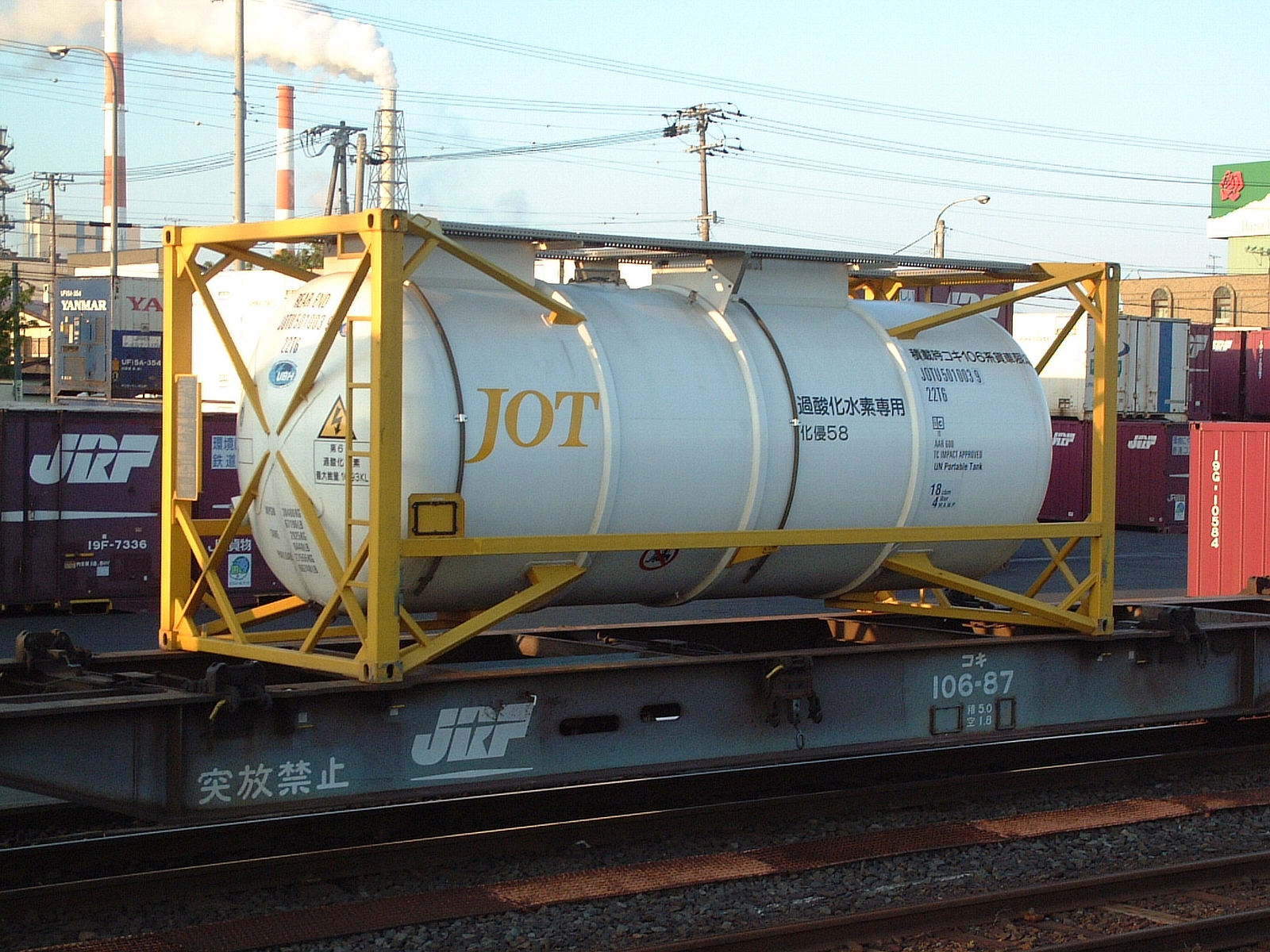
ISOタンクコンテナ（22T6）
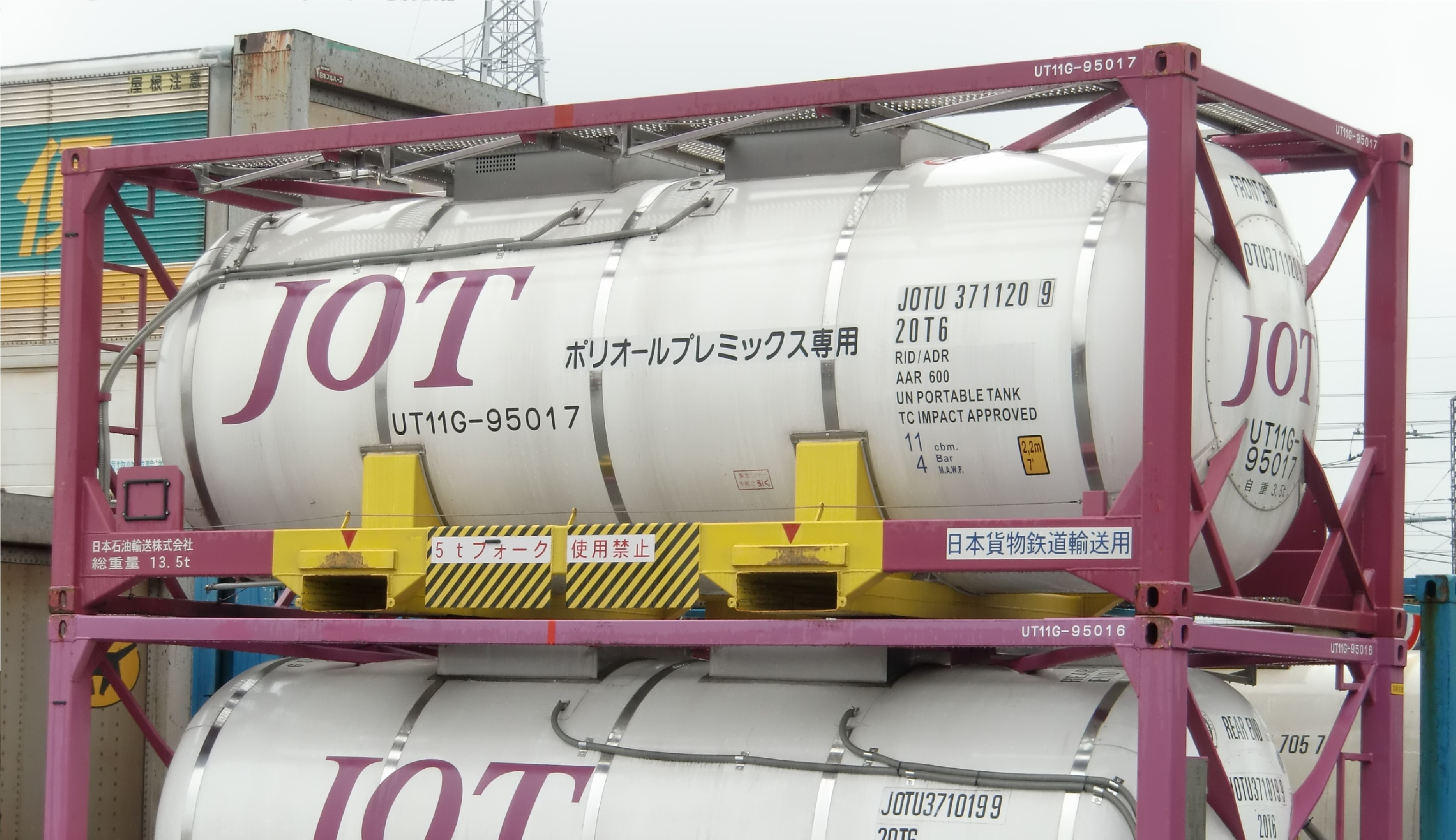
ISOタンクコンテナ（20T6）
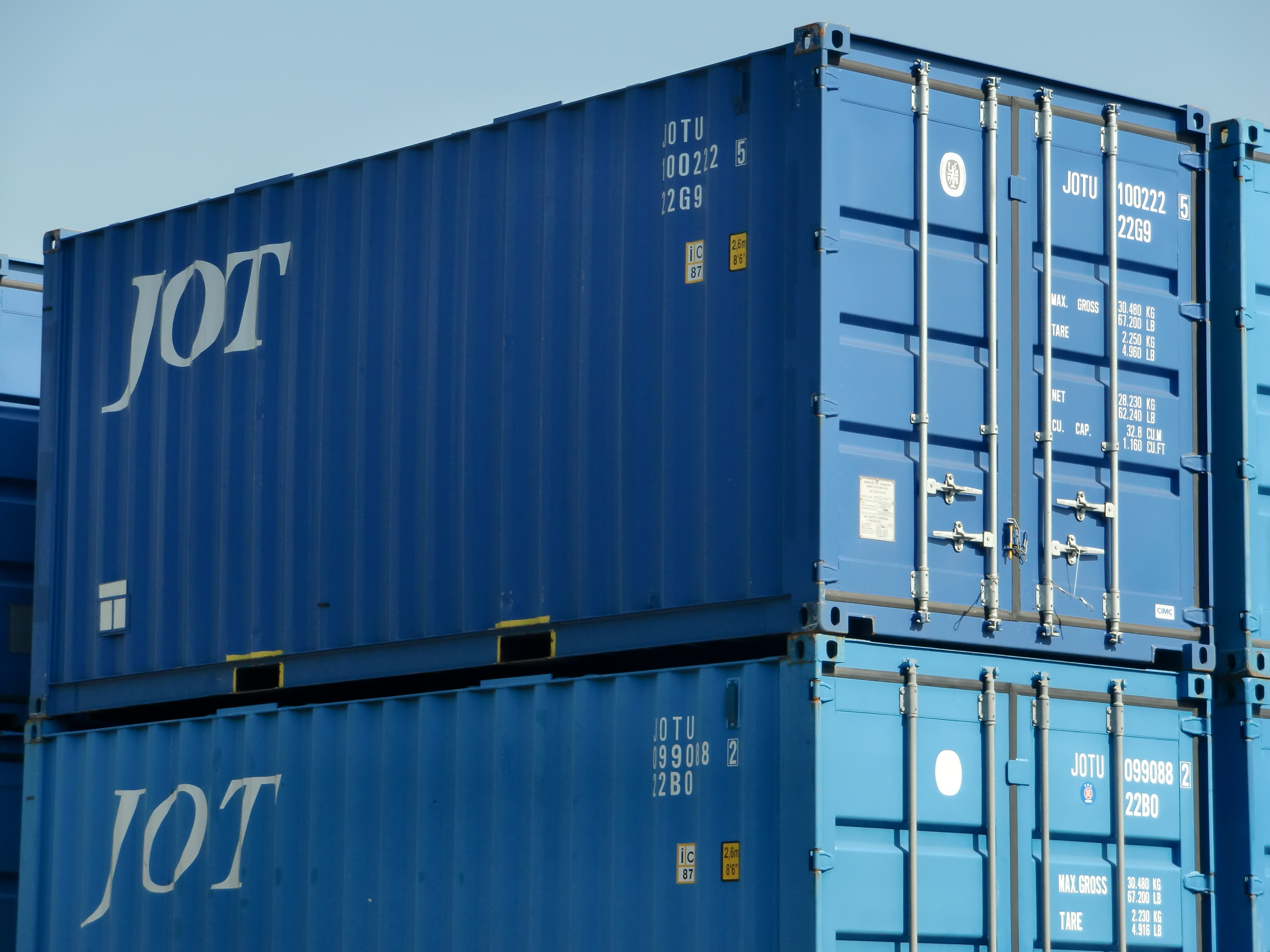
ISOホッパコンテナ（22G9）

## 事業所
- 本社
  - 東京都品川区大崎一丁目11番１号
- 支店・事業所
  - 北海道支店 - 北海道札幌市北区北7条西2丁目8番1号
  - 東北支店 - 宮城県仙台市青葉区花京院一丁目1番10号
  - 関東支店 - 神奈川県川崎市川崎区東田町8番地
  - 中部支店 - 愛知県名古屋市中区栄二丁目4番3号
  - 関西支店 - 大阪府大阪市北区小松原町2番4号
  - 九州支店 - 福岡県福岡市東区箱崎ふ頭二丁目1番4号
  - シンガポール支店 - 200 cantonment Road　#13-05 Southpoint Singapore 089763
  - メンテナンスセンター- 神奈川県川崎市川崎区

## グループ会社
- 株式会社エネックス
- 近畿石油輸送株式会社
- 株式会社ニチユ
- 株式会社ニュージェイズ
- 株式会社JKトランス
- 秋田石油基地防災株式会社
- 関東オートメンテナンス株式会社